# Tino Anjorin
Faustino Adebola Rasheed Anjorin (Poole, Dorset, 23 de noviembre de 2001) es un futbolista británico que juega en la posición de centrocampista para el Torino F. C. de la Serie A.

## Biografía
Tras formarse en las divisiones inferiores del Chelsea F. C. desde los siete años, finalmente en 2019 ascendió al primer equipo, haciendo su debut el 25 de septiembre en un encuentro de la Copa de la Liga contra el Grimsby Town F. C. tras sustituir a Pedro en el minuto 67, ganando el Chelsea por 7-1. El 8 de diciembre de 2020 jugó su primer partido como titular en su tercera aparición con el equipo; fue en el encuentro de la última jornada de la fase de grupos de la Liga de Campeones de la UEFA, competición en la que debutaba, ante el F. C. Krasnodar que terminó en empate a un gol.
El 2 de septiembre de 2021 fue cedido al F. C. Lokomotiv Moscú por una temporada con obligación de compra al final de la misma. A pesar de ello, el 30 de enero de 2022 se canceló la cesión y regresó al equipo londinense, que al día siguiente lo prestó al Huddersfield Town A. F. C. Esta era hasta final de temporada, pero se acabó quedando para la siguiente tras acordar ambos clubes una nueva cesión. Acumuló otra la siguiente campaña, siendo el Portsmouth F. C. su destino.
El 29 de agosto de 2024 abandonó definitivamente la entidad londinense al ser traspasado al Empoli F. C., equipo con el que firmó hasta junio de 2027. Tras una sola temporada, fue cedido al Torino F. C. que tenía una obligación de compra si se cumplían determinadas condiciones.

## Selección nacional
Ha sido internacional con la selección de Inglaterra en las categorías sub-16, sub-17, sub-18 y sub-19.

## Estadísticas

### Clubes
| Club                                  | Div.          | Temporada     | Liga  | Liga  | Copas nacionales | Copas nacionales | Copas internacionales | Copas internacionales | Total | Total |
| Club                                  | Div.          | Temporada     | Part. | Goles | Part.            | Goles            | Part.                 | Goles                 | Part. | Goles |
| ------------------------------------- | ------------- | ------------- | ----- | ----- | ---------------- | ---------------- | --------------------- | --------------------- | ----- | ----- |
| Chelsea F. C. Inglaterra              | 1.ª           | 2019-20       | 0     | 0     | 1                | 0                | 0                     | 0                     | 1     | 0     |
| Chelsea F. C. Inglaterra              | 1.ª           | 2020-21       | 1     | 0     | 2                | 0                | 1                     | 0                     | 4     | 0     |
| Chelsea F. C. Inglaterra              | Total club    | Total club    | 1     | 0     | 3                | 0                | 1                     | 0                     | 5     | 0     |
| F. C. Lokomotiv Moscú · Rusia         | 1.ª           | 2021-22       | 7     | 0     | ―                | ―                | 2                     | 1                     | 9     | 1     |
| F. C. Lokomotiv Moscú · Rusia         | Total club    | Total club    | 7     | 0     | 0                | 0                | 2                     | 1                     | 9     | 1     |
| Huddersfield Town A. F. C. Inglaterra | 2.ª           | 2021-22       | 7     | 1     | 1                | 0                | ―                     | ―                     | 8     | 1     |
| Huddersfield Town A. F. C. Inglaterra | 2.ª           | 2022-23       | 8     | 2     | 1                | 0                | ―                     | ―                     | 9     | 2     |
| Huddersfield Town A. F. C. Inglaterra | Total club    | Total club    | 15    | 3     | 2                | 0                | 0                     | 0                     | 17    | 3     |
| Portsmouth F. C. Inglaterra           | 3.ª           | 2023-24       | 12    | 1     | 2                | 1                | ―                     | ―                     | 14    | 2     |
| Portsmouth F. C. Inglaterra           | Total club    | Total club    | 12    | 1     | 2                | 1                | 0                     | 0                     | 14    | 2     |
| Empoli F. C. · Italia                 | 1.ª           | 2024-25       | 22    | 2     | 0                | 0                | ―                     | ―                     | 22    | 2     |
| Empoli F. C. · Italia                 | Total club    | Total club    | 22    | 2     | 0                | 0                | 0                     | 0                     | 22    | 2     |
| Torino F. C. · Italia                 | 1.ª           | 2025-26       | 0     | 0     | 0                | 0                | ―                     | ―                     | 0     | 0     |
| Torino F. C. · Italia                 | Total club    | Total club    | 0     | 0     | 0                | 0                | 0                     | 0                     | 0     | 0     |
| Total carrera                         | Total carrera | Total carrera | 57    | 6     | 7                | 1                | 3                     | 1                     | 67    | 8     |

## Palmarés

### Títulos internacionales
| Título                       | Club          | País   | Año  |
| ---------------------------- | ------------- | ------ | ---- |
| Liga de Campeones de la UEFA | Chelsea F. C. | Oporto | 2021 |